# Veronica Puccio
Veronica Puccio (Roma, 22 ottobre 1988) è una doppiatrice italiana.

## Biografia
Figlia del consulente della Dolby Massimo Puccio e dell'assistente al doppiaggio Antonella Bartolomei, sorella minore del doppiatore Alessio Puccio, e cugina dei doppiatori Lucrezia Marricchi, Vittoria e Giulio Bartolomei, ha intrapreso la carriera di doppiatrice all'età di 8 anni.

## Doppiaggio

### Film
- Dakota Johnson in The Social Network, Cinquanta sfumature di nero, Cinquanta sfumature di rosso, Wounds, L'assistente della star, L'amico del cuore, La figlia oscura, Persuasione, Una notte a New York, Madame Web
- Nathalie Emmanuel in Fast & Furious 7, Fast & Furious 8, The Titan, Fast & Furious 9 - The Fast Saga, Army of Thieves, Die Hart, Fast X, Arthur the King - Insieme a ogni costo
- Emma Roberts in Blow, Aquamarine, L'arte di cavarsela, 5 giorni fuori, Come ti spaccio la famiglia, Nerve
- Chloë Grace Moretz in Lo sguardo di Satana - Carrie, Resta anche domani, Sils Maria, Dark Places - Nei luoghi oscuri, November Criminals
- Evanna Lynch in Harry Potter e l'Ordine della Fenice, Harry Potter e il principe mezzosangue, Harry Potter e i Doni della Morte - Parte 1, Harry Potter e i Doni della Morte - Parte 2
- Juno Temple in Killer Joe, Wild Child, Lo stravagante mondo di Greenberg, Anno uno
- Samara Weaving in Tre manifesti a Ebbing, Missouri, Finché morte non ci separi, Babylon
- Emily Osment in Spy Kids 2 - L'isola dei sogni perduti, Missione 3D - Game Over, Hannah Montana: The Movie
- Leven Rambin in Hunger Games, Percy Jackson e gli dei dell'Olimpo - Il mare dei mostri, La notte del giudizio per sempre
- Melissa Barrera in Scream, Scream VI, Abigail
- Adria Arjona in Life of the Party - Una mamma al college, Il padre della sposa - Matrimonio a Miami, Blink Twice
- Haley Bennett in Scrivimi una canzone, Kristy, I magnifici 7
- Mae Whitman in Conflitto di interessi, Come un uragano
- Hayden Panettiere in Il sapore della vittoria, Quando meno te lo aspetti
- Carly Schroeder in Firewall - Accesso negato, Prey - La caccia è aperta
- Raini Rodriguez in Prom - Ballo di fine anno, Il superpoliziotto del supermercato
- Julia Garner in The Last Exorcism - Liberaci dal male, Wolf Man
- Holliday Grainger in Cenerentola, L'ultima tempesta
- Eliza Bennett in The Contractor - Rischio supremo, La famiglia von Trapp - Una vita in musica
- Kelly Marie Tran in Star Wars - Gli ultimi Jedi, Star Wars - L'ascesa di Skywalker
- Ellen Wong in L'ultimo libro
- Matilda Lutz in Zona 414
- Gracie Dzienny in Bumblebee
- Katie Schlossberg in Mi sdoppio in 4
- Kelly Singer in L'ombra del diavolo
- Camilla Belle in Il mondo perduto - Jurassic Park
- Taryn Davis in Biancaneve nella foresta nera
- Francesca Federico-O'Murchu in Paulie - Il pappagallo che parlava troppo
- Liam Aiken in Sweet November - Dolce novembre
- Victoire Thivisol in Chocolat
- Taylor Anne Reid in Il sesto giorno
- Holliston Coleman in La mossa del diavolo
- Daveigh Chase in Donnie Darko
- Mika Boorem in Nella morsa del ragno - Along Came a Spider
- Kemaya Kidwai in Monsoon Wedding - Matrimonio indiano
- Rachel Hurd-Wood in Peter Pan
- Ariana Grande in Don't Look Up
- MacKenzie Mauzy in Into the Woods
- Caitlin Hale in School of Rock
- Christa B. Allen in 30 anni in 1 secondo
- Tayler Hamilton in De-Lovely - Così facile da amare
- Sarah Widdows in The Butterfly Effect
- Kristen Stewart in Zathura - Un'avventura spaziale
- Jacqueline Steiger in Matilda 6 mitica
- Taylor Dooley in Le avventure di Sharkboy e Lavagirl in 3-D
- Julia Winter in La fabbrica di cioccolato
- Liu Yifei in Outcast - L'ultimo templare
- Juliana Cannarozzo in Ice Princess - Un sogno sul ghiaccio
- Paige Hurd in Beauty Shop
- Jordyn Colemon in Shaggy Dog - Papà che abbaia... non morde
- Julie Rogers in Zombies - La vendetta degli innocenti
- Yohana Cobo in Volver - Tornare
- Taylor Momsen in Underdog - Storia di un vero supereroe
- Summer Bishil in Niente velo per Jasira
- Talulah Riley in St. Trinian's
- Amanda Walsh in 14 anni vergine
- Isabel Lucas in Transformers - La vendetta del caduto
- Rachel McDowall in Mamma Mia!
- Jordan Schechter in The Women
- Christa Théret in LOL - Il tempo dell'amore
- Rosabell Laurenti Sellers in Mi ricordo Anna Frank
- Sara Paxton in L'ultima casa a sinistra
- Taylor Swift in Appuntamento con l'amore
- Seychelle Gabriel in L'ultimo dominatore dell'aria
- Laura-Leigh in The Ward - Il reparto
- Laura Wheelwright in Animal Kingdom
- Stephanie Van Vyve in Per sfortuna che ci sei
- Karina Hin in La chiave di Sara
- Alexandra Daddario in Libera uscita
- Àstrid Bergès-Frisbey in Pirati dei Caraibi - Oltre i confini del mare
- Kacey Rohl in Cappuccetto rosso sangue
- Marielle Jaffe in Scream 4
- Gabriella Wilde in I tre moschettieri
- Jessica Barden in Hanna
- Kat Graham in The Roommate - Il terrore ti dorme accanto
- Blanca Suárez in La pelle che abito
- Ashley Benson in Spring Breakers - Una vacanza da sballo
- AnnaSophia Robb in Sleepwalking
- Ai Hashimoto in Confessions
- Alexa Demie in Waves - Le onde della vita
- KiKi Layne in Cip & Ciop agenti speciali
- Quintessa Swindell in Black Adam
- Sigourney Weaver in Avatar - La via dell'acqua
- Alexandra Shipp in Barbie
- Yvette Monreal in Rambo: Last Blood
- Erin Moriarty in Captain Fantastic
- Ella Balinska in Charlie's Angels
- Imogen Poots in The Father - Nulla è come sembra
- Humberly González in La profezia del male
- Zara Larsson in Una parte di te
- Lola Le Lann in Un momento di follia
- Naomi Scott in Smile 2
- Ava Baya in GTMAX
- Violett Beane in Drop - Accetta o rifiuta
- Ella Hunt in Horizon: An American Saga - Capitolo 1
- Jill Winternitz in Havoc
- Milly Alcock in Superman
- Gabbriette Bechtel in So cosa hai fatto

### Film d'animazione
- Balto - nipotina di Rosy
- Piccoli eroi della foresta - Chicca
- La spada magica - Alla ricerca di Camelot - Kayley bambina
- A Bug's Life - Megaminimondo - Dot
- La gabbianella e il gatto - Fortunata piccola
- Madeline - Il film - Madeline
- Dinosauri - Suri
- La sirenetta II - Ritorno agli abissi - Sirena
- Le follie dell'imperatore - Chaca
- Armitage III: Dual-Matrix - Yoko
- Ritorno all'Isola che non c'è - Jane
- Il libro della giungla 2 - Shanti
- Il gatto con gli stivali - Principessa Rosa (ridoppiaggio)
- Inuyasha the Movie - Il castello al di là dello specchio, Inuyasha the Movie - La spada del dominatore del mondo - Yuka
- Barbie Fairytopia - Mermaidia - Fata marina gialla
- Felix - Il coniglietto e la macchina del tempo - Sophie
- Sword of the Stranger - Mockubo
- Il fantastico viaggio di Haley - Rebecca
- Una lettera per Momo - Momo Miyaura
- Frankenweenie - Elsa Van Helsing
- Eco Planet - Un pianeta da salvare - Nora
- Inside Out, Inside Out 2 - Disgusto
- World of Winx - Regina /Campanellino, Annabelle[1]
- L'era glaciale - In rotta di collisione - Brooke
- Yu-Gi-Oh!: The Dark Side of Dimensions - Tea Gardner
- Rock Dog - Darma
- I Puffi - Viaggio nella foresta segreta - Gigliola
- Emoji - Accendi le emozioni - Rebel
- Loving Vincent - Adeline Ravoux
- Peng e i due anatroccoli - Chi
- Taddeo l'esploratore e il segreto di re Mida - Tiffany Maze
- L'isola dei cani - Tracy Walker
- C'era una volta il Principe Azzurro - Lenore
- Invader Zim e il Florpus - Gaz
- Angry Birds 2 - Nemici amici per sempre - Silver
- Pupazzi alla riscossa - Lydia
- Dov'è il mio corpo? - Gabrielle
- Raya e l'ultimo drago - Raya
- Pretty Guardian Sailor Moon Eternal - Il film - Sailor Jupiter
- Racetime - Tutti in pista! - Charlie
- Trolls 3 - Tutti insieme - Velvet (parte parlata)
- Ultraman: Rising - Ami Wakita
- Sailor Moon Cosmos - Makoto Kino/Sailor Jupiter
- Barbie presenta Pollicina - Pollicina

### Serie televisive
- Nathalie Emmanuel in Il Trono di Spade, Quattro matrimoni e un funerale
- Melissa Benoist in Supergirl, The Flash, Arrow
- Rosabell Laurenti Sellers in Mia and Me, Willow
- Adelaide Kane in Reign, C'era una volta
- Hailey Woods in Greenhouse Academy
- Erin Moriarty in The Boys
- Samantha Ruth Prabhu in Citadel: Honey Bunny
- Sarah Hyland in Modern Family
- Diana Silvers in Space Force
- Gracie Dzienny in Zoo
- Lili Reinhart in Riverdale
- Emily Kinney in The Walking Dead
- Madison Pettis in Life with Boys (1^ doppiaggio)
- Georgina Amorós in Élite
- Abbie Cobb in 90210
- Anya Taylor-Joy in Peaky Blinders
- Ella Jones in Il naso della regina
- Karle Warren in Giudice Amy
- Bonnie Dennison in Squadra emergenza
- Amber Marshall in Super Rupert
- Luise Risch in Last Cop - L'ultimo sbirro
- Cassie Steele in Degrassi: The Next Generation
- Tatiana Maslany in 2030 CE
- Ashleigh Brewer in The Sleepover Club
- Molly Ephraim e Molly McCook in L'uomo di casa
- Brit Marling in The OA
- Jordan Clark in The Next Step
- Margot Nuccetelli in Mia and Me
- Lisa Vicari in Dark
- Katja Martinez in Soy Luna
- Paula Castagnetti in Champs 12
- Eva Quattrocci in Il mondo di Patty
- Allie DiMeco in The Naked Brothers Band
- Emily Osment in Hannah Montana
- Thelma Fardin in Love Divina
- Natasha Dupeyrón in Miss XV - MAPS
- Christa B. Allen in Revenge
- Vicky Jeudy in Orange Is the New Black
- Zoe Levin in Bonding
- Liz Lee in My Life as Liz
- Thea Sofie Loch Næss in The Last Kingdom
- Theresa Frostad Eggesbø in Ragnarok
- AnnaSophia Robb in The Act
- Sarah Grey in The Order
- Maddison Brown in Dynasty
- Sevda Erginci in Come sorelle
- Sarah Ramos in Parenthood
- Jing Xiang in Biohacker
- Alexa Mansour in The Walking Dead: World Beyond
- Matilda Lutz in They Were Ten
- Taylor Hickson in Motherland: Fort Salem
- Elisha Applebaum in Fate: The Winx Saga
- Jade Gill in Free Rein
- Ashly Burch in Mythic Quest
- Abril Suliansky in Intrecci del passato
- Ella Purnell in Yellowjackets
- Tien Tran in How I Met Your Father
- Sarah Bolger in I Tudors
- Alina Boz in Love 101
- Alexa Demie in Euphoria
- Charlie Clive in Progetto Lazarus
- Zoe Kazan in The Deuce - La via del porno
- Emily Rudd in One Piece
- Lydia West in Inside Man
- Paula Malia in Valeria
- Maria Ehrich in Una famiglia
- Amy Wren in Summer in Transylvania
- Hande Soral in Terra amara
- Anna Akana in Jupiter's Legacy
- Annabel O'Hagan in Fallout
- İpek Çiçek in Il dottor Alì
- Sevda Erginci in Forbidden Fruit
- Rachel Petladwala in M.I. High - Scuola di spie
- Alicia von Rittberg in Becoming Elizabeth

### Film TV
- Emmy Clarke in La mia casa in Umbria
- Cici Hedgpeth in Una star in periferia
- Yasmin Paige in Ballet Shoes
- Alyson Stoner in Alice una vita sottosopra
- Aaryn Doyle in Camp Rock
- Emily Osment in Un papà da salvare
- Josie Loren in Pete il galletto
- Madison McLaughlin in Meteor Apocalypse - Pioggia di fuoco
- Chloe Bridges in La festa (peggiore) dell'anno
- Meaghan Martin in Mean Girls 2
- Alicia Morton in Annie - Cercasi genitori

### Serie animate
- I Puffi - Gigliola
- PAW Patrol - Everest
- Sheevas 1-2-3 Il Dio Perduto di Ikaros - Tall
- Johnny Bravo - Suzy, Bambino della Giungla
- Inuyasha - Sayo e Yuka
- Lloyd nello spazio - Francine Nebulon
- L'invincibile Dendoh - Izumo
- FLCL - Eri Ninamori
- Lei, l'arma finale - Satomi
- American Dragon: Jake Long - Haley Long
- A scuola con l'imperatore - Chaca
- Pretty Cure Splash Star - Michiru Kiryū
- Il formidabile mondo di Bo - Bo (prima voce)
- Idaten Jump - Makoto Shido
- Michiko e Hatchin - Rita Ozette
- Otogi-jūshi Akazukin - Akazukin
- Code Geass: Lelouch of the Rebellion - Nunnally
- Code Geass: Lelouch of the Rebellion R2 - Nunnally
- Monster High - Lagoona Blue, Gigi Grant
- Machine Robo Rescue - Sayuri Suizenyi
- Let's Go Taffy - Rumi Inuyama
- Inazuma Eleven - La squadra delle meraviglie - Silvia Woods
- Sally Bollywood - Sally Bollywood
- Deltora Quest - Jasmine
- Star Wars: The Clone Wars - Tecla
- Fairy Tail - Meredy (1^voce)
- Soul Eater - Maka Albarn
- Battle Spirits - Dan il Guerriero Rosso - Seiru Astoria
- Sym-Bionic Titan - Principessa Ilana
- My Life Me - Birch
- Mia and Me (seconda e terza stagione) - Mia
- Lovely Complex - Seiko Kotobuki
- Kid vs. Kat - Mai dire gatto - Fiona
- Puella Magi Madoka Magica - Kyoko Sakura
- Black Rock Shooter - Yomi Takanashi
- Mawaru-Penguindrum - Ringo Oginome
- Piccole principesse Lil'Pri - Leila Takashiro
- Digimon Fusion Battles - Akari Hinomoto
- Psycho-Pass - Kagami Kawarazaki
- Prison School - Mayumi
- Steven Universe - Stevonnie (solo nell'episodio "Due per uno")
- A tutto reality - L'isola di Pahkitew - Ella
- A tutto reality presenta: Missione Cosmo Ridicola - Miles
- A tutto reality - L'isola: Il ritorno - Nichelle
- Lo straordinario mondo di Gumball - Sarah
- Teenage Mutant Ninja Turtles - Tartarughe Ninja - Miwa/Karai
- Super 4 - Ruby
- Peppa Pig - Zaza Zebra
- Pretty Guardian Sailor Moon Crystal - Makoto Kino/Sailor Jupiter
- L'isola del tesoro - Tracy Stanford
- World of Winx - Annabelle e Campanellino
- Non mi stuzzicare, Takagi! - Hojo
- Little Charmers - Hazel
- Kill la Kill - Nonon Jakuzure
- Rainbow Rangers - Bonnie
- Il principe dei draghi - Regina Sarai di Katolis
- Dark Crystal - La resistenza - Deet
- Sadie e Gilbert - Val
- Riccioli d'Oro e Orsetto - Riccioli d'oro
- The Promised Neverland - Barbara
- Solar Opposites - Cherie
- Strappare lungo i bordi - Alice
- Komi Can't Communicate - Komi Shoko
- Hit-Monkey - Haruka
- Looped - È sempre lunedì - Amy
- La famiglia Proud - CeCe Proud adolescente
- Camp Lazlo - Gretchen (Ridoppiaggio)
- Dee e Amici nel Oz - Dee
- Solo Leveling - Park Heejin (s. 1)
- The Grimm Variations - Viandante
- Mermaid Magic - Nerissa
- Kong - Re dei primati - Amy Quon
- Secret Level - The Gamemaster
- Dream Productions - Disgusto
- Hero Inside - Lucy
- New Panty & Stocking with Garterbelt - Loveclit

### Videogiochi
- Nuvolina ne La carica dei 102: Cuccioli alla riscossa[2]
- Disgusto in Disney Infinity 3.0[3]
- Principessa Dot in Bottega dei giochi - A Bug's Life[4] e A Bug's Life[5]
- Starlight in Warzone 2.0
- Everest in PAW Patrol: Gran Premio[6] e PAW Patrol World (2023)[7]

## Filmografia

### Televisione
- Provaci ancora prof! – serie TV, episodio 3x06 (2008)
- I Cesaroni – serie TV, episodio 4x01 (2010)

## Programmi televisivi
- Soliti ignoti (Rai 1, 2021) Ignoto

## Riconoscimenti
- Romics
  - 2011 – Miglior voce femminile in un cartone animato per Sally Bollywood[8]